# Věra Černá
Věra Černá, née le 17 mai 1963 à Brno (Tchécoslovaquie) et morte le 30 septembre 2024, est une gymnaste artistique tchécoslovaque.

## Palmarès

### Championnats du monde
- Fort Worth 1979
  -  médaille d'or à la poutre